# Chapelle Saint-Roch de Somal
Pour les articles homonymes, voir Chapelle Saint-Roch.
La chapelle Saint-Roch ou  chapelle de Somal  est un édifice religieux catholique situé à Somal,  un hameau du village de Heure-en-Famenne (Somme-Leuze) dans la province de Namur, en Belgique. Construite en 1636 la chapelle n'est plus que rarement utilisée pour le culte. Elle est classée au patrimoine immobilier de Wallonie. 

## Situation
L'édifice est situé sur une hauteur au nord du village de Somal, à une centaine de mètres du château-ferme de Somal. Elle est entourée d'une pelouse et de haies basses et est accessible par une grille en fer forgé. À côté de la chapelle, se trouve une longue fermette blanchie à colombages d'origine du XVIIIe siècle rendant cet ensemble harmonieux.

## Historique
La chapelle est bâtie en 1636. Elle appartient désormais à l'ASBL Chapelle & Village de Somal qui l'a restaurée et a aménagé le site.

## Description
Cette chapelle formée d'une seule nef de quatre travées et d'un chevet à pans coupés est construite en moellons de grès de la région. Une particularité de cette construction vient du fait que les quatre baies sont situées uniquement sur le côté sud de l'édifice, les autres côtés étant aveugles. Les encadrements de ces baies (une porte d'entrée cintrée et trois baies à vitraux en arc brisé) ainsi que les chaînages d'angle sont réalisés en pierre calcaire. La toiture est recouverte d'ardoises. La chapelle possède un clocheton à plusieurs niveaux bardé ou recouvert d'ardoises.

## Classement et protection
Le château-ferme, rue de Somal, n°11, et la chapelle Saint-Roch ainsi que l'ensemble formé par ces édifices et les terrains environnants sont repris depuis le 25 juillet 1980 sur la liste du patrimoine immobilier classé de Somme-Leuze.